# Echinopsis knuthiana
Echinopsis knuthiana ist eine Pflanzenart aus der Gattung Echinopsis in der Familie der Kakteengewächse (Cactaceae). Das Artepitheton knuthiana ehrt den dänischen Botaniker, Pflanzensammler und Kakteenliebhaber Frederik Marcus Knuth.

## Beschreibung
Echinopsis knuthiana wächst baumförmig, verzweigt über dem Boden und erreicht Wuchshöhen von bis zu 3 Metern. In der Regel wird ein auffälliger Stamm ausgebildet. Die zylindrischen, leuchtend hell blaugrünen Triebe sind bereift und weisen Durchmesser von bis zu 10 Zentimeter auf. Es sind etwa sieben breite, gerundete Rippen vorhanden. Die auf ihnen befindlichen kreisrunden, grauen Areolen sind bewollt. Der einzelne, gräulich weiße Mitteldorn ist bis zu 10 Zentimeter lang. Die sieben gelblichen Randdornen werden im Alter gräulich weiß.
Die trichterförmigen, weißen, duftenden Blüten erscheinen in der Nähe des Triebscheitels und öffnen sich in der Nacht. Sie sind 17 bis 18 Zentimeter lang.

## Verbreitung und Systematik
Echinopsis knuthiana ist in den peruanischen Regionen Huánuco, Junín und Ayacucho in Höhenlagen um 3000 Meter verbreitet.
Die Erstbeschreibung als Trichocereus knuthianus durch Curt Backeberg wurde 1937 veröffentlicht. Heimo Friedrich und Gordon Douglas Rowley stellten die Art 1974 in die Gattung Echinopsis. Weitere nomenklatorische Synonyme sind Lobivia knuthiana (Backeb.) H.P.Kelsey & Dayton (1942) und Trichocereus cuzcoensis var. knuthianus (Backeb.) F.Ritter (1958).
Gemäß Friedrich Ritter ist Echinopsis knuthiana mit Echinopsis pachanoi verwandt.

## Nachweise